# Stowarzyszenie Wspierania Władzy Cesarskiej

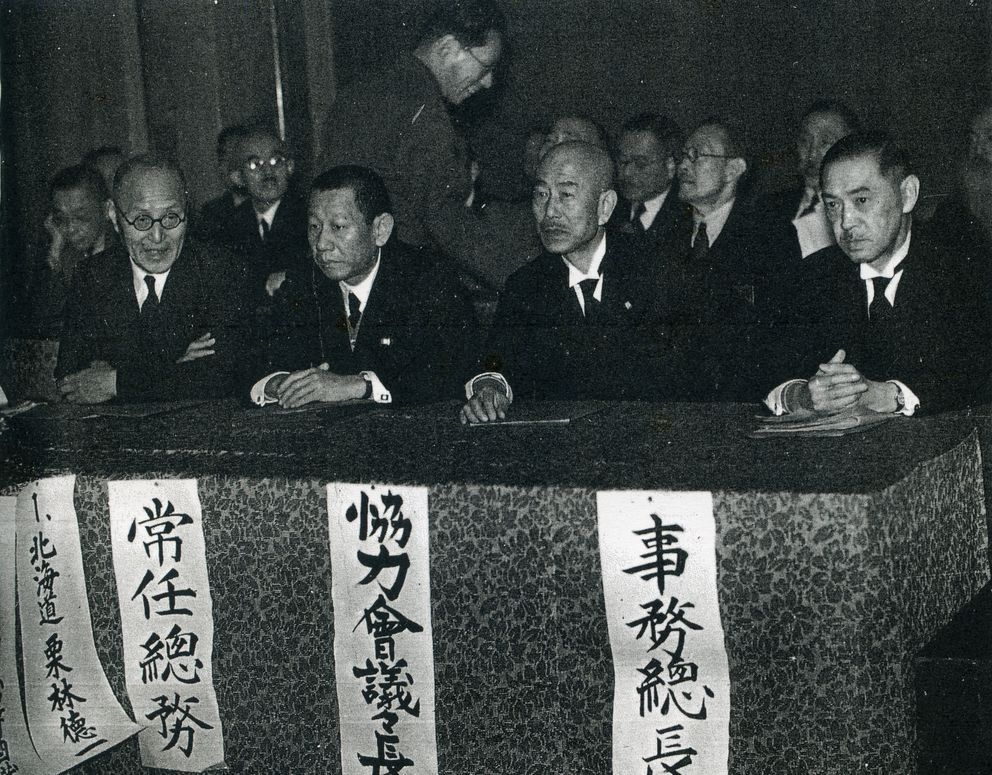
Kadra Stowarzyszenia Wspierania Władzy Cesarskiej. Pierwszy od prawej – Yoriyasu Arima

Stowarzyszenie Wspierania Władzy Cesarskiej (jap. 大政翼賛会 Taisei-yokusankai) – japońskie stowarzyszenie wzorowane na partii nazistowskiej, ale pod względem składu i stylu działania typowo japońskie, różniące się zasadniczo od europejskiego wzoru, istniejące w Japonii od 12 października 1940 do 13 czerwca 1945 roku. Zajęło miejsce rozwiązanych partii politycznych. Zgodnie z zasadą monopartyjności miało koordynować na terenie całego kraju działalność administracyjną i polityczną zmierzającą do osiągnięcia „celów cesarstwa”. Wszelkie różnice zdań miały ulec zniwelowaniu dla „dobra jednej, wspólnej sprawy”. Na czele Stowarzyszenia stanął premier Fumimaro Konoe.

## Cele Stowarzyszenia
Przy pomocy Stowarzyszenia przywódcy usiłowali stworzyć pozory ogólnonarodowej zgody. Nie miało ono kadry aktywnych działaczy i jedynie w niewielkim stopniu odwoływało się do zgromadzeń i przemówień. Działało drogą nacisków społecznych, dławiąc niezadowolenie i formując jednomyślne poparcie dla rządu. Wbrew intencjom Konoe organizacja nie przerodziła się 
w silną partię polityczną, ale w rozbudowany, biurokratyczny instrument ścisłej kontroli i indoktrynacji społeczeństwa. 
Wysiłki mobilizacyjne, którymi kierowało Stowarzyszenie Wspierania Władzy Cesarskiej, były podejmowane w trzech płaszczyznach:
- mobilizacja narodowa – dążenie do całkowitego ujednolicenia frontu wewnętrznego. W ramach tej mobilizacji cały kraj został objęty siecią małych związków sąsiedzkich (tonari-gumi);
- mobilizacja na rzecz celu państwowego – polegała na dążeniu do połączenia wszystkich ośrodków działalności politycznej, społecznej i kulturalnej w kraju. Zmuszano je do włączenia się do kampanii i przemawiania zgodnym chórem;
- mobilizacja duchowa – ujednolicenie poglądów i jednomyślne popieranie haseł szowinizmu i nacjonalizmu. W tym celu operowano hasłami „drogi cesarskiej”, „ducha Yamato”, „misji cesarskiej”, i sloganami „cały świat pod jednym dachem”, „jedność rządów i religii". Otwarcie występowano przeciwko światu zachodniemu i starano się wymazywać wpływy Zachodu z życia Japończyków (filmy zagraniczne znikały z repertuarów kin, usuwano napisy w języku angielskim z dworców kolejowych, zarzucano grę w golfa na rzecz rodzimego łucznictwa). Wykorzystano wydaną przez Ministerstwo Edukacji w 1937 roku broszurę zatytułowaną Podstawowe znaczenie charakteru narodowego (jap. 国体の本義 Kokutai no hongi), wyjaśniającą specyfikę japońskiego cesarstwa, dogmaty shintō o boskości cesarza i takie wartości, jak: lojalność wobec cesarza, miłość synowska, patriotyzm, wyjątkowość narodu japońskiego i posłannictwo Japonii do zjednoczenia świata i jej roli pomostu pomiędzy Wschodem i Zachodem[1][2].

Przewodniczącymi Stowarzyszenia byli: Fumimaro Konoe (w latach 1940–1941), Hideki Tōjō (1941–1944), Kuniaki Koiso (1944–1945), Kantarō Suzuki (1945).

## Galeria

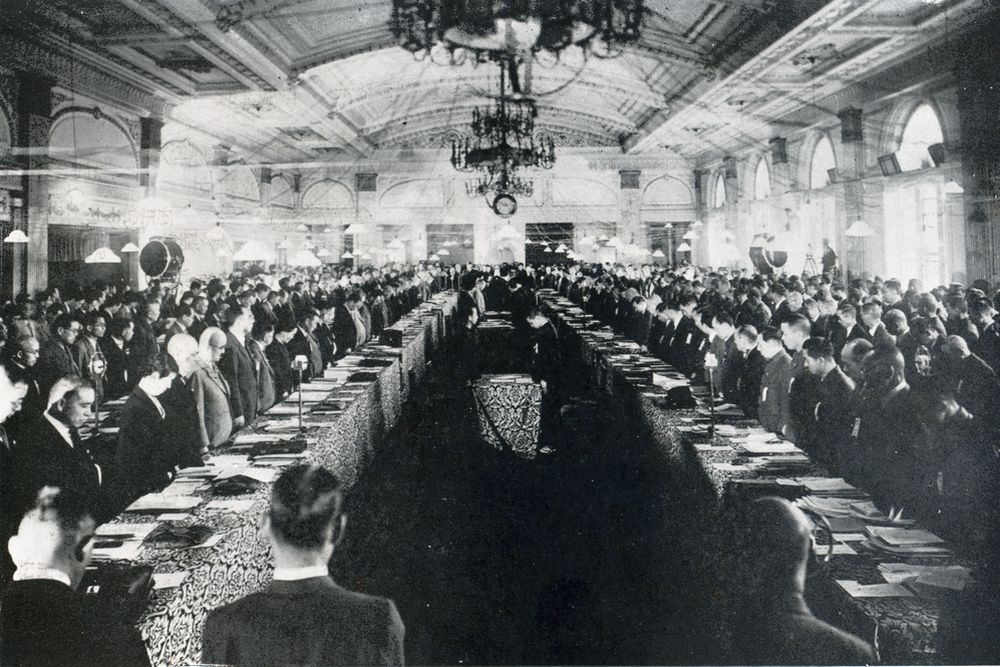
Ceremonia otwarcia pierwszego centralnego spotkania kooperacyjnego, 16 grudnia 1940 r.
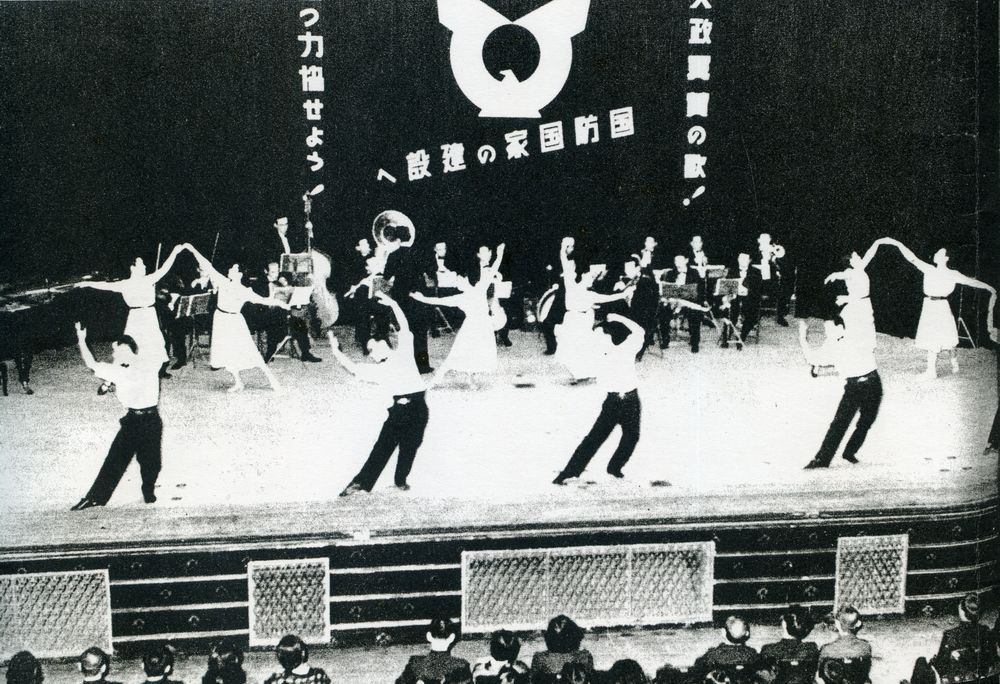
Występy artystyczne z okazji utworzenia Stowarzyszenia, 16 grudnia 1940 r.
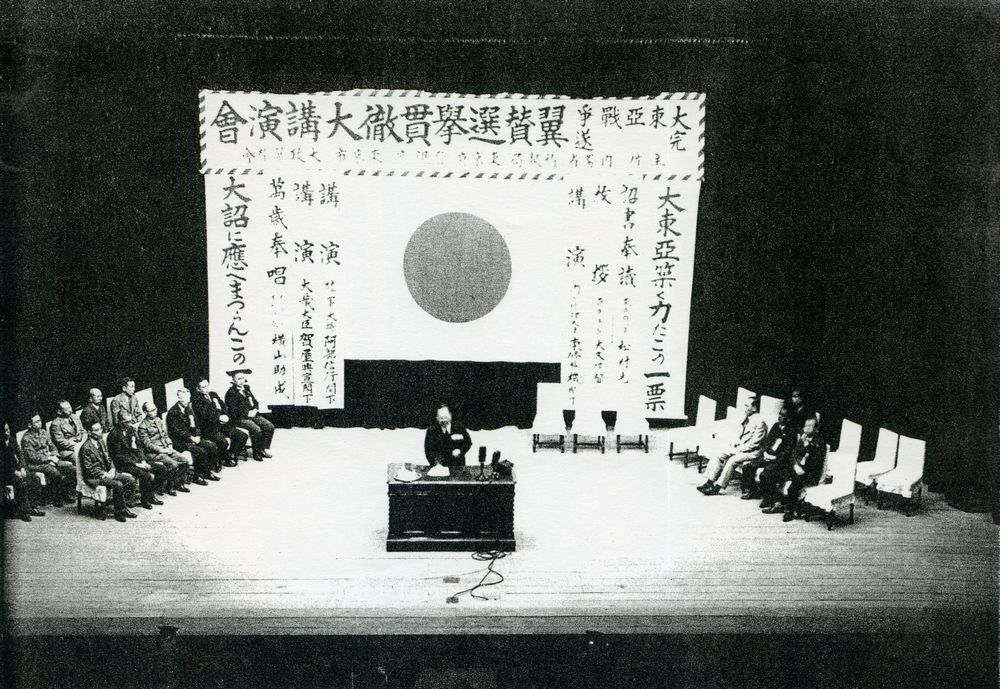
Spotkanie wyborcze Stowarzyszenia w 1942 r.